# Милена Јесенска
Милена Јесенска (чеш. Milena Jesenská; Праг, 10. август 1896 — Равенсбрик, 17. мај 1944) чешка списатељица, новинар и преводилац.
Миленин отац Јан Јесенски био је угледни професор на медицинском факултету у Прагу, специјалиста за ортопедију вилице. Миленина мајка Милена Хајзларова умрла је када је Милени било 16 година. Отац и Милена се нису најбоље слагали и она је то користила да би радила све по своме. Завршила је гимназију Миневра, прву гимназију за девојке и добила прилично слободоумно образовање. Под утицајем оца уписала се на студије медицине, али се убрзо пребацила на књижевност. Дружила се и излазила у Прагу упознавши духовну елиту тог времена. Бавила се спортом и била прилично популарна. Упознала се са Максом Бродом, Францом Кафком, Францом Верфелом, учествовала у расправама о књижевности и улози уметника у тадашњем друштву.
Заљубила се у Ернеста Полака, јеврејина, десет година старијег, за главу нижег, књижевног критичара, кога је упознала 1914. Та веза је наишла на велико негодовање њеног оца, који ју је послао у санаторијум у покушају да се та веза прекине. Када је Милена постала пунолетна удала се за Пољака.
Убрзо се брачни пар сели у Беч, где се Милена суочава са финансијским проблемима, неразумевањем и усамњеношћу. Са оцем не говори. У Бечу не познаје никога. Муж је оставља саму код куће и излази у кафане где се проводи са друштвом и бројним љубавницама. Сви трошкови вођења домаћинства су на њеним плећима.
Милена покушава да се избори са финансијским проблемима пишући за новине или преводећи. Тако 1919. долази на идеју да на чешки преведе приповетку у то време мало познатог писца Франца Кафке који живи у Прагу али пише на немачком. Франц и Милена срели су се поводом тог превода у октобру 1919. у једном кафеу у Прагу и тада почиње једна од најузбудљивијих љубавних прича 20. века. Сам Кафка је за Милену говорио да је љубав његовог живота. Попут мора, светлост која зрачи чак и кад је више нема - писао је у својим писмима.
Али Милена није била спремна да напусти мужа а Кафка није имао снаге да чека. На изричит Кафкин захтев преписка је престала. И тек неколико година касније он признаје да од тада није писао писма јер је било бесмислено писати било коме ако не пише Милени.
Када је Кафка умро 1924. године, Милена је написала Спомен, на вест о Кафкиној смрти који је објавњен 6. јуна 1924. у „Народном листу“, бр 156, pp. 5.
Убрзо затим 1925. постаје призната списатељица, успева да се разведе од Полака и враћа се у Праг.
У Прагу упознаје архитекту Јана Кројцера, за кога се удаје и убрзо 1928. рађа ћерку Јану (Хонцу). То су биле најсрећније године њеног живота.
Међутим политичка превирања и појава фашизма, захтевају од слободоумне Милене акцију. Она пише против фашизма, једно време се придружује комунистима, али убрзо налази да комунизам има више идеологије него слободе.
Када Немци окупирају Чехословачку наставља да се бори, пишући чланке за илегалне часописе, износећи јавно своје мишљење, носећи жуту давидову звезду, помажући јеврејима да побегну из окупиране земље. Предвиђајући да ће бити ухапшена, у пролеће 1939. свом дугогодишњем пријатељу Вилију Хасу поверава писма која јој је писао Кафка. Гестапо ју је ухапсио новембра 1939.
Депортована је у логор Равенсбрик. Пружала је снагу и утеху многима који су је упознали у логору, помагала колико је могла јер је радила у амбуланти. У логору је упознала Маргарет Бубер-Нојман, која је касније написала њену биографију.
Умрла је 17. маја 1944. у логору, од последица злочиначки изведене операције бубрега. Последње мисли биле су упућене њеној ћерки.
Године 1995. Јад Вашем доделио јој је медаљу Праведника међу народима.

## Дела
- Пут до једноставности (роман).  978-86-07-01772-0..
- Остати на ногама.  978-86-07-01787-4..
- Nad naše síly : Češi, Židé a Němci 1937-1939.  978-80-7198-233-3.
- Wien, Wien, Wien : literarische Nahaufnahmen (група аутора, коаутор). . ISBN 978-3-472-61705-1. Недостаје или је празан параметар |title= (помоћ)
- Фељтони

## Милена у делима других аутора
- Франц Кафка Писма Милени
- Маргарет Бурбер-Нојман Милена, Кафкина љубав
- Ана Шомло Миленина писма Кафки